# Vegas del Genil
Vegas del Genil – gmina w Hiszpanii, w prowincji Grenada, w Andaluzji, o powierzchni 14,15 km². W 2011 roku gmina liczyła 9701 mieszkańców.
Istnieje kilka dróg wojewódzkich łączących Vegas del Genil z Cúllar Vega (GR-3304), stolicą Granady (GR-3305) i Santa Fe (GR-3313).